# Kim Dedzsung
Kim Dedzsung (김대중, nyugati írásmóddal Kim Dae-jung; 1925. december 3. – 2009. augusztus 18.) politikus, 1998 és 2003 között Dél-Korea elnöke volt, Ázsia Nelson Mandelájának is nevezték. 2000-ben Nobel-békedíjat kapott az Észak-Koreával folytatott tárgyalásokért, valamint a Dél-Koreában és Kelet-Ázsiában a demokrácia és az emberi jogok terén végzett munkájáért.